# 비틀어 늘린 쌍각뿔
| 비틀어 늘린 쌍각뿔의 집합              | 비틀어 늘린 쌍각뿔의 집합 |
| -------------------------------------- | ------------------------- |
| 비틀어 늘린 오각쌍뿔은 정이십면체이다. |                           |
| 면                                     | 삼각형 4n개               |
| 모서리                                 | 6n                        |
| 꼭짓점                                 | 2n+2                      |
| 대칭군                                 | Dnd, [2+,2n], (2*n), 4n차 |
| 회전군                                 | Dn, [2,n]+, (22n), 2n차   |
| 쌍대다면체                             | 깎은 엇쌍각뿔             |
| 특성                                   | 볼록                      |

기하학에서 비틀어 늘린 쌍각뿔은 n각쌍뿔에 엇각기둥을 합동인 두 절반 사이에 넣음으로 "늘려"서 생성되는 무한한 다면체의 집합이다.

## 형태
이 집합의 둘은 삼각형 다면체이다. 즉, 완전히 정삼각형으로만 구성되었다: 존슨의 다면체인 비틀어 늘린 사각쌍뿔, 그리고 플라톤의 다면체인 정이십면체이다. 비틀어 늘린 삼각쌍뿔은 정삼각형으로 만들어질 수 있지만, 동일평면에 있는 면 때문에, 다시말해 엄밀히 볼록하지 않기 때문에 삼각형 다면체는 아니다. 삼각형들의 쌍은 마름모로 합쳐져서, 엇삼각쌍뿔로 볼 수 있다. 다른 것들은 이등변삼각형으로 만들 수 있다.
| n    | 3                    | 4                    | 5                                 | 6                    | n               |
| 종류 | 평면                 | 등변                 | 정                                | 평면                 |                 |
| 모양 | 비틀어 늘린 삼각쌍뿔 | 비틀어 늘린 사각쌍뿔 | 비틀어 늘린 오각쌍뿔 (정이십면체) | 비틀어 늘린 육각쌍뿔 | 비틀어늘린 쌍뿔 |
| ---- | -------------------- | -------------------- | --------------------------------- | -------------------- | --------------- |
| 그림 |                      |                      |                                   |                      |                 |
| 면   | 12                   | 16                   | 20                                | 24                   | 4n              |
| 쌍대 | 깎은 엇삼각쌍뿔      | 깎은 엇사각쌍뿔      | 깎은 엇오각쌍뿔 (정십이면체)      | 깎은 엇육각쌍뿔      | 깎은 엇쌍각뿔   |

## 같이 보기
- 늘린 쌍각뿔
- 비틀어 늘린 각뿔
- 늘린 각뿔
- 자른 엇쌍각뿔